# Національна музична академія (Софія)
Національна музична академія в Софії (болг. Националната музикална академия) — вищий навчальний заклад музичного профілю у Софії, відомий також під попередньою назвою — Болгарська державна консерваторія. Заснована 1921 року указом царя Бориса III. Має ім'я болгарського композитора Панчо Владигерова.
Академія займає дві будови. Студенти навчаються по 30 спеціалізаціях, розподілених між трьома факультетами:
- Теоретико-композиторський і диригентський,
- Інструментальний.
- Вокальний.